# Storegade (Stege)
 For alternative betydninger, se Storegade. (Se også artikler, som begynder med Storegade)
Storegade er en gade i Stege på Møn, der løber fra Havnen i syd, igennem byens centrum mod nord og ud af byen, hvor den går over i Klintevej. Den er omkring 1,3 km lang.
Blandt de bygninger som ligger på Storegade er Stege gamle Rådhus, Bio Stege, Empiregården med Møns Museum og Mølleporten der er den ene af kun to bevarede byporte i Danmark, hvor den anden er Vesterport i Faaborg. Tidligere gik Storegade igennem Mølleporten, men i dag er den ført rundt om.

## Torvet
Torvet er byens centrale plads, der siden middelalderen været det økonomiske og sociale centrum byen.
Torvet opstod som et af Danmarks største handelstorve i 1300-tallet og var omdrejningspunkt for byens handel og markeder.  I middelalderen blev varer bragt ind fra havnen via Dybsbrostræde, og torvet var et knudepunkt for oplagring og handel med varer.
I begyndelsen af 1400-tallet solgte byrådet en del af torvet – det område hvor Møns Bank senere blev opført – hvilket ændrede pladsens form fra rektangulær til den nuværende trekant.
Ved torvet ligger Stege gamle Rådhus, opført i 1854 i renæssancestil af arkitekt Gottlieb Bindesbøll. Bygningen erstattede tidligere rådhuse, der var gået tabt under krig og brande, og fungerede som rådhus indtil 1968.
Omkring torvet findes flere historiske bygninger fra 1700- og 1800-tallet, herunder Kammerrådsgården fra 1770’erne og Stege Apotek fra 1799.
I dag fungerer Torvet som byens centrale plads, omgivet af butikker, caféer og historiske bygninger. Om sommeren afholdes blandt andet Stege Tirsdagsmarked, der tiltrækker både lokale og turister.

## Galleri
- Hages Gård fra 1799
- Torvet i 1912
- Kammergården fra 1770'erne
- Møns Spare & Laanekasses tidligere bygning
- Torvet i Steget.
- Stege gamle Rådhus opført i 1854 efter Gottlieb Bindesbølls tegninger
- Stege Apotek fra 1799
- Empiregården med Møns Museum
- Storegade går forbi Mølleporten mod nord